# Parhedylidae
Parhedylidae is een familie van weekdieren uit de klasse van de Gastropoda (slakken).

## Geslachten
- Microhedyle Hertling, 1930
- Parhedyle Thiele, 1931
- Pontohedyle Golikov & Starobogatov, 1972